# HMS Orpheus (N46)
Pour les articles homonymes, voir Orpheus.
Le HMS Orpheus (Pennant number : N46) est un sous-marin de classe Odin de la Royal Navy. Il fut construit par William Beardmore and Company sur la Clyde. Sa quille fut posée le 14 avril 1927, il fut lancé le 26 février 1929 et mis en service le 23 septembre 1930. 

## Conception
Lors de la conférence de désarmement de Washington, en 1921-1922, la délégation britannique aurait désiré que le traité qui en fut la conclusion interdise l’arme sous-marine. Mais c’était une vaine requête, alors que les U-Boote allemands venaient de faire preuve de leur redoutable efficacité durant la Première Guerre mondiale. Ayant échoué à faire interdire les sous-marins, les Britanniques recommencèrent à en construire à partir de 1923. Le modèle choisi fut le L52 de 1917, de classe L. Le type O, qui en dérivait, était plus long et plus large. Comme lui, il avait six tubes lance-torpilles d’étrave de 21 pouces (533 millimètres) et deux tubes de chasse à l’arrière, avec une torpille de rechange pour chaque tube. Il ne donnait que 15.5 nœuds (28 km/h) en surface, deux nœuds de moins que son prédécesseur, mais ceci était compensé par un rayon d'action très supérieur. Le succès du prototype, le HMS Oberon, amena la construction à partir de 1926 de six sous-marins de la classe Odin destinés à l’Extrême-Orient. Malheureusement, pour des raisons d’économie, une erreur de conception fut commise : certains des réservoirs à mazout furent placés dans la partie supérieure des ballasts et, étant donné l’impossibilité de rendre une coque rivetée tout à fait étanche, il y avait à la surface de la mer une traînée indiscrète de gas-oil qui révélait la présence du sous-marin. Cela contribua à la perte de quatre d’entre eux en Méditerranée en 1940-1942.

## Perte
Il a été coulé le 27 juin 1940 par le destroyer italien de la Regia Marina Turbine à coups de charges de profondeur en mer Méditerranée, lors d’une patrouille au nord de Tobrouk.